# Jinghe
Jinge, tidigare stavat Tsingho,  är ett härad som lyder under prefekturen Börtala i Xinjiang-regionen i nordvästra Kina. Det ligger omkring 390 kilometer väster om regionhuvudstaden Ürümqi.